# Dicheirinia guianensis
Dicheirinia guianensis är en svampart som beskrevs av Cummins 1937. Dicheirinia guianensis ingår i släktet Dicheirinia och familjen Raveneliaceae.   Inga underarter finns listade i Catalogue of Life.